# Radicofani
Radicofani és un municipi de la província de Siena a la regió italiana de la Toscana, situat a la Vall de l'Orcia, a mig camí entre Florència i Roma.
Els municipis veïns són Abbadia San Salvatore, Castiglione d'Orcia, Pienza, San Casciano dei Bagni i Sarteano.
La ciutat està situada a la capçalera del riu Paglia ((a la dreta afluent del Tíber)